# 羅氏裸吻魚
羅氏裸吻魚（學名：Psilorhynchus rowleyi）為輻鰭魚綱鯉形目裸吻魚科的一個種，分布於亞洲印度和緬甸欽敦江流域，體長可達7.6公分，棲息在沙石底質、水流快速的溪流，屬底棲性，生活習性不明。